# باب کان
باب کان یا رابرت الیوت کان (به انگلیسی: Bob Kahn) زاده ۲۳ دسامبر ۱۹۳۸ مهندس برق و یکی از پیشگامان عرصه اینترنت است که به همراه وینتون سرف، پروتکل کنترل انتقال (TCP) و پروتکل اینترنت (IP) را پایه‌گذاری کردند که اساس ارتباطات اینترنتی را تشکیل می‌دهد. او و وینتون سرف به عنوان پدران اینترنت شناخته می‌شوند.
در سال ۲۰۰۴، کان با همکاری وینت سرف برنده جایزه تورینگ در کار برروی TCP / IP شد.
در سال ۲۰۲۴، کان برنده مدال افتخار مؤسسه مهندسان برق و الکترونیک شد. 

## زندگی‌نامه
کان در نیویورک از پدر و مادر بئاتریس پاولین و لارنس کان در یک خانواده یهودی متولد شد.
از طریق پدرش، او با هرمان کان آینده نگر رابطه دارد. بعد از دریافت مدرک BEE در مهندسی برق از شهر
دانشکده نیویورک در سال ۱۹۶۰، کان به دانشگاه پرینستون رفت. جایی که وی در سال ۱۹۶۲ مدرک کارشناسی ارشد و دکترا، هر دو در رشته مهندسی برق، گرفت. در سال ۱۹۶۴، کان پایان‌نامه دکترای خود را با عنوان «برخی مشکلات در نمونه برداری و تعدیل سیگنال‌ها» به پایان رساند. او ابتدا در Bolt Beranek و Newman Inc کار کرد، سپس در سال ۱۹۷۲ به عضویت این شرکت درآمد. دفتر تکنیک‌های پردازش اطلاعات (IPTO) در DARPA در پاییز ۱۹۷۲، او ARPANET را با اتصال ۲۰ رایانه مختلف در کنفرانس بین‌المللی به نمایش گذاشت.
رویداد حوزه ای که باعث شد مردم ناگهان متوجه شوندکه packet switching یک فناوری واقعی است. سپس وی به توسعه پروتکل‌های TCP / IP برای اتصال رایانه‌ها درشبکه‌های متنوع کمک کرد. بعد از اینکه او مدیر IPTO شد، کار خود را در محاسبات استراتژیک میلیارد دلاری دولت ایالات متحده، بزرگترین تحقیق و توسعه رایانه ای (برنامه ای که تاکنون توسط دولت فدرال ایالات متحده انجام شده‌است) آغاز کرد.
پس از سیزده سال حضور در دارپا، وی برای تأسیس شرکت ابتکارات تحقیقات ملی (CNRI) در سال ۱۹۸۶، دارپا را ترک کرد و از سال ۲۰۱۵ رئیس، مدیر عامل شرکت شد.

### اینترنت
کان در حالی که روی پروژه شبکه بسته ماهواره ای SATNET کار می‌کرد، ایده اولیه را برای آنچه بعداً پروتکل کنترل انتقال (TCP) داده شد، ارائه داد، که به عنوان جایگزینی برای پروتکل شبکه قبلی NCP مورد استفاده در ARPANET در نظر گرفته شده بود، بازی کرد.
TCP نقش عمده ای در شکل‌گیری شبکه‌های معماری باز، که به کامپیوترها و شبکه‌ها در سراسر دنیا امکان می‌دهد بدون در نظر گرفتن سخت‌افزار یا سخت‌افزار با یکدیگر ارتباط برقرار کنند.
وینت سرف در بهار سال ۱۹۷۳ در این پروژه به او پیوست و آنها نسخه اولیه آن را به اتمام رساندند.
TCP بعداً، پروتکل به دو لایه جدا شد: ارتباط میزبان به میزبان انجام می‌شود
توسط TCP، با پروتکل اینترنت (IP) که ارتباطات شبکه اینترنتی را مدیریت می‌کند. این دو با هم معمولاً TCP / IP نامیده می‌شود، و بخشی از پایه اینترنت مدرن را تشکیل می‌دهد.
در سال ۱۹۹۲ وی با همکاری وینت سرف، جامعه اینترنت را برای ارائه رهبری در استانداردهای مربوط به اینترنت، آموزش و سیاست ایجاد کردند.

## جوایز
- وی در سال ۱۹۹۳ جایزه SIGCOMM را دریافت کرد.
- جایزه تورینگ ۲۰۰۴ را با وینت سرف دریافت کرد.